# المعاريض (السياني)

تعديل مصدري - تعديل

المعاريض محلة تابعة لقرية الدخلة، التابعة لعزلة الهادس بمديرية السياني إحدى مديريات محافظة إب في الجمهورية اليمنية.، بلغ تعداد سكانها 108 حسب تعداد اليمن لعام 2004.